# 伊夫·艾克瓦拉·赫尔曼
伊夫·艾克瓦拉·赫尔曼（法語：Yves Ekwalla Hermann，1985年5月9日—）是一名喀麦隆足球运动员，现在效力于中国足球甲级联赛球队新疆体彩，司职前锋。

## 俱乐部生涯
艾克瓦拉2009年效力于喀麦隆球队杜阿拉联合，2011年转会加盟泰国足球超级联赛球队武里喃省电力局，并帮助球队获得联赛和泰国足协杯的冠军，获得参加2012年亚足联冠军联赛的参赛资格。
2013年1月22日，中国足球甲级联赛球队重庆力帆宣布和艾克瓦拉签约。2014年1月，他转投中甲联赛升班马青岛海牛。

## 荣誉
武里喃联
- 泰国足球超级联赛：2011
- 泰国足协杯：2011